# Rumpsjön, Orsa kommun
Rumpsjön är en sjö i Orsa kommun i Dalarna och ingår i Dalälvens huvudavrinningsområde. Sjön är 8,6 meter djup, har en yta på 0,385 kvadratkilometer och befinner sig 515 meter över havet. Sjön avvattnas av vattendraget Gällsjöbäcken.

## Delavrinningsområde
Rumpsjön ingår i delavrinningsområde (682870-143292) som SMHI kallar för Mynnar i Orsälven. Medelhöjden är 537 meter över havet och ytan är 2,58 kvadratkilometer. Räknas de 3 avrinningsområdena uppströms in blir den ackumulerade arean 23,35 kvadratkilometer. Gällsjöbäcken som avvattnar avrinningsområdet har biflödesordning 3, vilket innebär att vattnet flödar genom totalt 3 vattendrag innan det når havet efter 443 kilometer. Avrinningsområdet består mestadels av skog (72 procent). Avrinningsområdet har 0,38 kvadratkilometer vattenytor vilket ger det en sjöprocent på 14,9 procent.